# Línea 7 (Urbanos de Alcobendas-San Sebastián de los Reyes)
La línea 7 de la red de autobuses urbanos de San Sebastián de los Reyes une de forma circular los polígonos industriales de San Sebastián de los Reyes con la estación de Alcobendas-S.S. de los Reyes.

## Características
Pertenece a la red Sansebus, denominación que se le aplican a las líneas 4 y 7 al realizar el recorrido íntegramente por San Sebastián de los Reyes. Solo circula en un sentido, atravesando los barrios de la Dehesa Vieja y Rosa de Luxemburgo.
Los autobuses urbanos de Alcobendas y San Sebastián de los Reyes siguen una numeración conjunta para evitar confusión de duplicidad de numeraciones en dos municipios tan cercanos y relacionados, especialmente con algunas líneas que circulan por ambos municipios (línea 2 y línea 5). Las líneas siguen una numeración progresiva del 1 al 11, pero a San Sebastián de los Reyes sólo le pertenecen los números 4, 7 y 8, quedando el resto de números: 1, 2, 3, 5, 6, 9, 10 y 11 para Alcobendas.
La línea circula exclusivamente por el término municipal de San Sebastián de los Reyes. Como bien se expresa en la numeración interna del CRTM, recibe el número 7134. El primer dígito corresponde a la línea, en este caso la línea 7. Y los últimos tres dígitos corresponden al municipio por el que circula, en este caso 134 corresponde al municipio de San Sebastián de los Reyes.
Desde el 15 de mayo del 2020, la línea dejó de circular por la calle Real de San Sebastián de los Reyes, en su lugar lo hace por el paseo de Europa. Esto se debió a que el ayuntamiento de San Sebastián de los Reyes autorizó a los establecimientos a ocupar la calzada de la calle Real como terraza debido a las restricciones de aforo impuestas por las medidas durante la pandemia del COVID-19. Aunque se permitió la circulación en sentido norte, solo era para coches y se cortó el tráfico a autobuses en ambos sentidos, afectando a diversas líneas urbanas e interurbanas que circulaban por dicha calle Real de San Sebastián de los Reyes. Todas las líneas fueron desviadas y sus paradas trasladadas a las ya existentes en el paseo de Europa. Aunque actualmente se permite el tráfico hacia el norte en la calle Real de San Sebastián de los Reyes, todas las líneas de autobús ya tienen las rutas modificadas y no hay planes para que retomen sus antiguas rutas. Fueron varias las paradas que dejaron de operar que se encontraban dentro de la calle Real de San Sebastián de los Reyes, pero las que afectaron a la línea L7 fueron: 06783 - Calle Real - Calle de las Higueras, 10476 - Calle Real - Calle Hontanillas. La parada 06782 sigue estando operativa por otras líneas.
Tras el cambio de recorrido de la calle Real al paseo de Europa, la parada complementaria en la avenida de España es la parada 12925 - Avenida de España - Centro de Mayores situada en el municipio de Alcobendas. Antes del cambio de recorrido la línea nunca realizaba paradas en el municipio de Alcobendas.
La línea no mantiene los mismos horarios todo el año, desde el 16 de julio al 31 de agosto se reducen el número de expediciones los días laborables entre semana (sábados laborables, domingos y festivos tienen los mismos horarios todo el año), además de los días excepcionales vísperas de festivo y festivos de Navidad en los que los horarios también cambian y se reducen.
Está operada por la empresa Interbus mediante la concesión administrativa VCM-101 - Madrid - Alcobendas - Algete - Tamajón (Viajeros Comunidad de Madrid) del Consorcio Regional de Transportes de Madrid.

## Horarios
| 1 septiembre - 15 julio    | 1 septiembre - 15 julio                 | 16 julio - 31 agosto       | 16 julio - 31 agosto                    |
| Lunes a viernes laborables | Sábados laborables, domingos y festivos | Lunes a viernes laborables | Sábados laborables, domingos y festivos |
| 06:50                      | 09:30                                   | 06:50                      | 09:30                                   |
| 07:10                      | 10:10                                   | 07:10                      | 10:10                                   |
| 07:35                      | 10:50                                   | 07:50                      | 10:50                                   |
| 07:50                      | 12:35                                   | 08:35                      | 12:35                                   |
| 08:15                      | 13:15                                   | 09:15                      | 13:15                                   |
| 08:35                      | 13:55                                   | 09:55                      | 13:55                                   |
| 08:55                      | 14:35                                   | 10:35                      | 14:35                                   |
| 09:15                      | 15:15                                   | 11:15                      | 15:15                                   |
| 09:55                      | 15:55                                   | 11:55                      | 15:55                                   |
| 10:35                      | 16:35                                   | 12:35                      | 16:35                                   |
| 11:15                      | 17:15                                   | 13:15                      | 17:15                                   |
| 11:55                      | 17:55                                   | 13:55                      | 17:55                                   |
| 12:35                      | 18:35                                   | 14:35                      | 18:35                                   |
| 13:15                      | 19:15                                   | 15:15                      | 19:15                                   |
| 13:55                      | 19:55                                   | 15:55                      | 19:55                                   |
| 14:35                      | 20:35                                   | 16:35                      | 20:35                                   |
| 14:55                      | 21:15                                   | 17:15                      | 21:15                                   |
| 15:15                      | 21:55                                   | 17:55                      | 21:55                                   |
| 15:35                      |                                         | 18:35                      |                                         |
| 15:55                      | 19:15                                   |                            |                                         |
| 16:15                      | 20:15                                   |                            |                                         |
| 16:35                      | 20:55                                   |                            |                                         |
| 16:55                      | 21:35                                   |                            |                                         |
| 17:15                      |                                         |                            |                                         |
| 17:35                      |                                         |                            |                                         |
| 17:55                      |                                         |                            |                                         |
| 18:15                      |                                         |                            |                                         |
| 18:35                      |                                         |                            |                                         |
| 18:55                      |                                         |                            |                                         |
| 19:15                      |                                         |                            |                                         |
| 19:35                      |                                         |                            |                                         |
| 20:15                      |                                         |                            |                                         |
| 20:55                      |                                         |                            |                                         |
| 21:35                      |                                         |                            |                                         |

Paso por la calle de Salvador de Madariaga (Centro Comercial Alegra) aproximadamente 20 minutos después de su salida de la avenida de la Sierra (Estación de Alcobendas-San Sebastián de los Reyes). Duración del recorrido circular completo aproximadamente 40 minutos.

## Recorrido y paradas
| Código | Zona | Localidad                  | Denominación                                                             | Ubicación                            | Líneas de la parada                                                           | Metro / Cercanías                     |
| --- | ---- | -------------------------- | ------------------------------------------------------------------------ | ------------------------------------ | ----------------------------------------------------------------------------- | ------------------------------------- |
| 12730 |      | San Sebastián de los Reyes | Avenida de la Sierra - Estación de Alcobendas-San Sebastián de los Reyes | Avenida Marruecos Nº6                | 158 4 7                                                                       | Alcobendas-San Sebastián de los Reyes |
| 06792 |      | San Sebastián de los Reyes | Avenida de Colmenar Viejo - Calle Nuestra Señora del Carmen              | Avenida de Colmenar Viejo Nº27       | 154 154C 827 827A 2 4 7                                                       |                                       |
| 06788 |      | San Sebastián de los Reyes | Avenida de Colmenar Viejo - Calle de Ramón Esteban                       | Avenida de Colmenar Viejo Nº3        | 827A 2 4 7                                                                    |                                       |
| 12925 |      | Alcobendas                 | Avenida de España - Centro de mayores                                    | Avenida de España Nº58               | 180 827 828 2 4 7 9 11                                                        |                                       |
| 15192 |      | San Sebastián de los Reyes | Paseo de Europa - Avenida del Juncal                                     | Paseo de Europa Nº26                 | 152C 154 156 161 180 181 182 183 191193194195196197N103 N1044 7               |                                       |
| 06693 |      | San Sebastián de los Reyes | Paseo de Europa - Calle de María Santos Colmenar                         | Paseo de Europa S/Nº                 | 152C 154 156 161 180 181 182 183 191 193 194 195 196 197 N103 N104 VAC-2424 7 |                                       |
| 17237 |      | San Sebastián de los Reyes | Paseo de Europa - Calle de Leopoldo Gimeno                               | Paseo de Europa Nº26                 | 152C 154 156 161 180 181 182 183 N103 4 7                                     |                                       |
| 11590 |      | San Sebastián de los Reyes | Avenida del Camino de lo Cortao - Avenida Matapiñonera                   | Avenida del Camino de lo Cortao Nº2  | 156 166 7                                                                     |                                       |
| 11592 |      | San Sebastián de los Reyes | Avenida del Camino de lo Cortao - Avenida de la Fuente Nueva             | Avenida del Camino de lo Cortao Nº12 | 156 166 7                                                                     |                                       |
| 11593 |      | San Sebastián de los Reyes | Avenida del Camino de lo Cortao - Avenida del Moncayo                    | Avenida del Camino de lo Cortao Nº31 | 166 7                                                                         |                                       |
| 16210 |      | San Sebastián de los Reyes | Avenida de los Pirineos - Hospital Infanta Sofía                         | Avenida de los Pirineos Nº33         | 7                                                                             |                                       |
| 16567 |      | San Sebastián de los Reyes | Calle de Alonso Zamora Vicente - Avenida de Tenerife                     | Calle de Alonso Zamora Vicente Nº1   | 7                                                                             |                                       |
| 16568 |      | San Sebastián de los Reyes | Calle de Alonso Zamora Vicente - Calle de Clara Campoamor                | Calle de Alonso Zamora Vicente Nº6   | 7                                                                             |                                       |
| 16569 |      | San Sebastián de los Reyes | Calle de Alonso Zamora Vicente - Calle de Rosa Chacel                    | Calle de Alonso Zamora Vicente Nº9   | 7                                                                             |                                       |
| 19289 |      | San Sebastián de los Reyes | Calle de Rosa Chacel - Calle de Francisco Ayala                          | Calle de Rosa Chacel Nº5             | 152C 7                                                                        |                                       |
| 17410 |      | San Sebastián de los Reyes | Calle de José Hierro - Calle de Mercè Rodoreda                           | Calle de José Hierro Nº7             | 152C 7                                                                        |                                       |
| 17411 |      | San Sebastián de los Reyes | Calle de José Hierro - Calle de Julio Rey Pastor                         | Calle de José Hierro Nº7             | 152C 7                                                                        |                                       |
| La hora de paso por esta parada es aproximadamente 20 minutos después de salir de FF.CC. Alcobendas - S.S. Reyes |      |                            |                                                                          |                                      |                                                                               |                                       |
| 19286 |      | San Sebastián de los Reyes | Calle de Salvador de Madariaga - Centro Comercial Alegra                 | Calle de Salvador de Madariaga Nº1   | 152C 7                                                                        |                                       |
| 19287 |      | San Sebastián de los Reyes | Calle de Alonso Zamora Vicente - Paseo de Gregorio Marañón               | Calle de Alonso Zamora Vicente Nº17  | 152C 7                                                                        |                                       |
| 19289 |      | San Sebastián de los Reyes | Calle de Rosa Chacel - Calle de Francisco Ayala                          | Calle de Rosa Chacel Nº5             | 152C 7                                                                        |                                       |
| 16572 |      | San Sebastián de los Reyes | Calle de José Hierro - Calle de María Moliner                            | Calle de José Hierro Nº11            | 7                                                                             |                                       |
| 17408 |      | San Sebastián de los Reyes | Avenida de los Quiñones - Cerro del Baile                                | Avenida de los Quiñones Nº4          | 154C 161 7                                                                    |                                       |
| 16573 |      | San Sebastián de los Reyes | Avenida de Tenerife - Calle de María Pacheco                             | Avenida de Tenerife Nº20A            | 154C 7                                                                        |                                       |
| 10487 |      | San Sebastián de los Reyes | Avenida de Tenerife - Paseo de Juana de Castilla                         | Avenida de Tenerife Nº6              | 154C 7                                                                        |                                       |
| 10488 |      | San Sebastián de los Reyes | Avenida de Aragón - Plaza de los Abogados de Atocha                      | Avenida de Aragón Nº2                | 154C 7                                                                        |                                       |
| 06805 |      | San Sebastián de los Reyes | Avenida de Aragón - Instituto                                            | Avenida de Aragón Nº3B               | 154C 4 7                                                                      |                                       |
| 10448 |      | San Sebastián de los Reyes | Avenida de Aragón - centro de salud                                      | Avenida de Aragón Nº15               | 154C 4 7                                                                      |                                       |
| 10446 |      | San Sebastián de los Reyes | Avenida de Rosa Luxemburgo - Avenida de Miguel Hernández                 | Avenida de Rosa Luxemburgo Nº13      | 154C 158 4 7                                                                  |                                       |
| 11598 |      | San Sebastián de los Reyes | Avenida de Rosa Luxemburgo - Estación de Baunatal                        | Avenida de Rosa Luxemburgo Nº1       | 154C 158 4 7                                                                  | Baunatal                              |
| 12728 |      | San Sebastián de los Reyes | Avenida de la Independencia - Calle de Oviedo                            | Avenida de la Independencia Nº31     | 5 7                                                                           |                                       |
| 16180 |      | San Sebastián de los Reyes | Avenida de la Independencia - Calle de Sevilla                           | Avenida de la Independencia Nº5      | 5 7                                                                           |                                       |
| 12729 |      | San Sebastián de los Reyes | Avenida de Guadarrama - Centro de día                                    | Avenida de Guadarrama Nº17           | 7                                                                             |                                       |
| 12730 |      | San Sebastián de los Reyes | Avenida de la Sierra - Estación de Alcobendas-San Sebastián de los Reyes | Avenida Marruecos Nº6                | 158 4 7                                                                       | Alcobendas-San Sebastián de los Reyes |

1. 1 2 3 4 5 6 7 8  Sólo permite la subida de viajeros